# Dlamini IV.
Mbandzeni (auch bekannt als Dlamini IV.) (* 1855; † 7. Oktober 1889) war König von Swasiland, dem heutigen Eswatini zwischen 1875 und 1889. Er war der Sohn von Mswati II. Sein Bruder Ludvonga II. war vom Vater als Nachfolger bestimmt worden, starb aber, bevor er das Amt antreten konnte.
Dlaminis Herrschaft wurde von der Südafrikanischen Republik anerkannt. Im Gegenzug vergab er große Bereiche seines Territoriums an weiße Immigranten. Als Folge davon wurde das Land knapp und einige gebürtige Swasi lebten daraufhin außerhalb ihres Heimatlandes in der heutigen südafrikanischen Provinz Mpumalanga.
Während seiner Regentschaft fand der Erste Burenkrieg statt und sein Land wurde durch das Britische Empire annektiert. Diese Konflikte begannen mit der Entdeckung von signifikanten Goldvorkommen am Piggs Peak und Forbes Reef, die viele Europäer und andere von Mpumalanga aus anzogen.
Mbandzeni starb 1889 und sein Sohn Bhunu, bekannt als Ngwane V., übernahm die Macht.